# Giovanni Antonio Amadeo

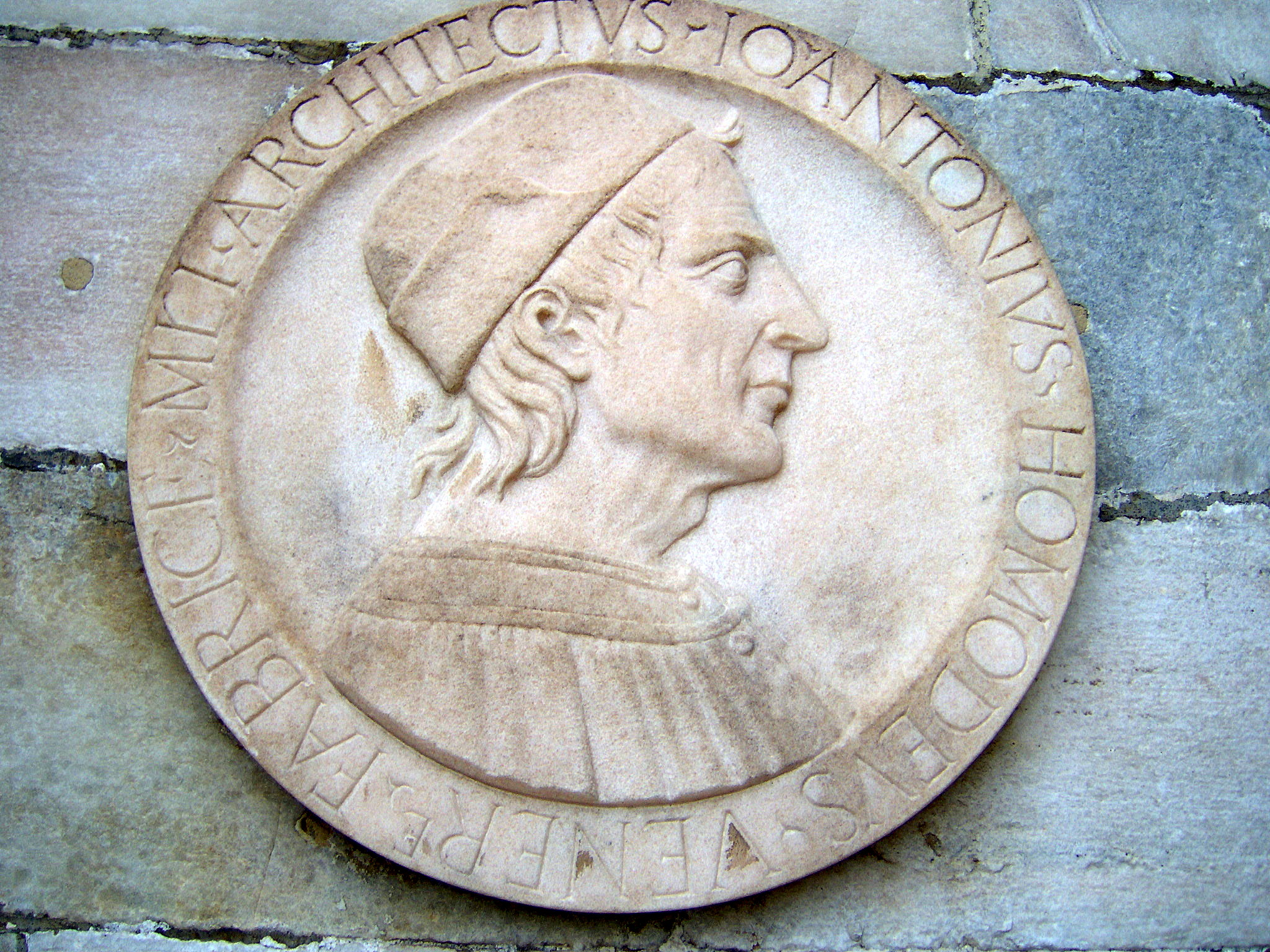
Amadeo, Catedral de Milão

Giovanni Antonio Amadeo (c. 1447 – 27 ou 28 de agosto de 1522) foi um escultor renascentista italiano do início do Renascimento, arquiteto e engenheiro. Ele dominou a arquitetura e a escultura lombarda do final do século XV. 

## Biografia
Amadeo nasceu em Pavia, filho de Aloisio.  A partir de 1460, aprendeu com o mestre Francesco Solari . 

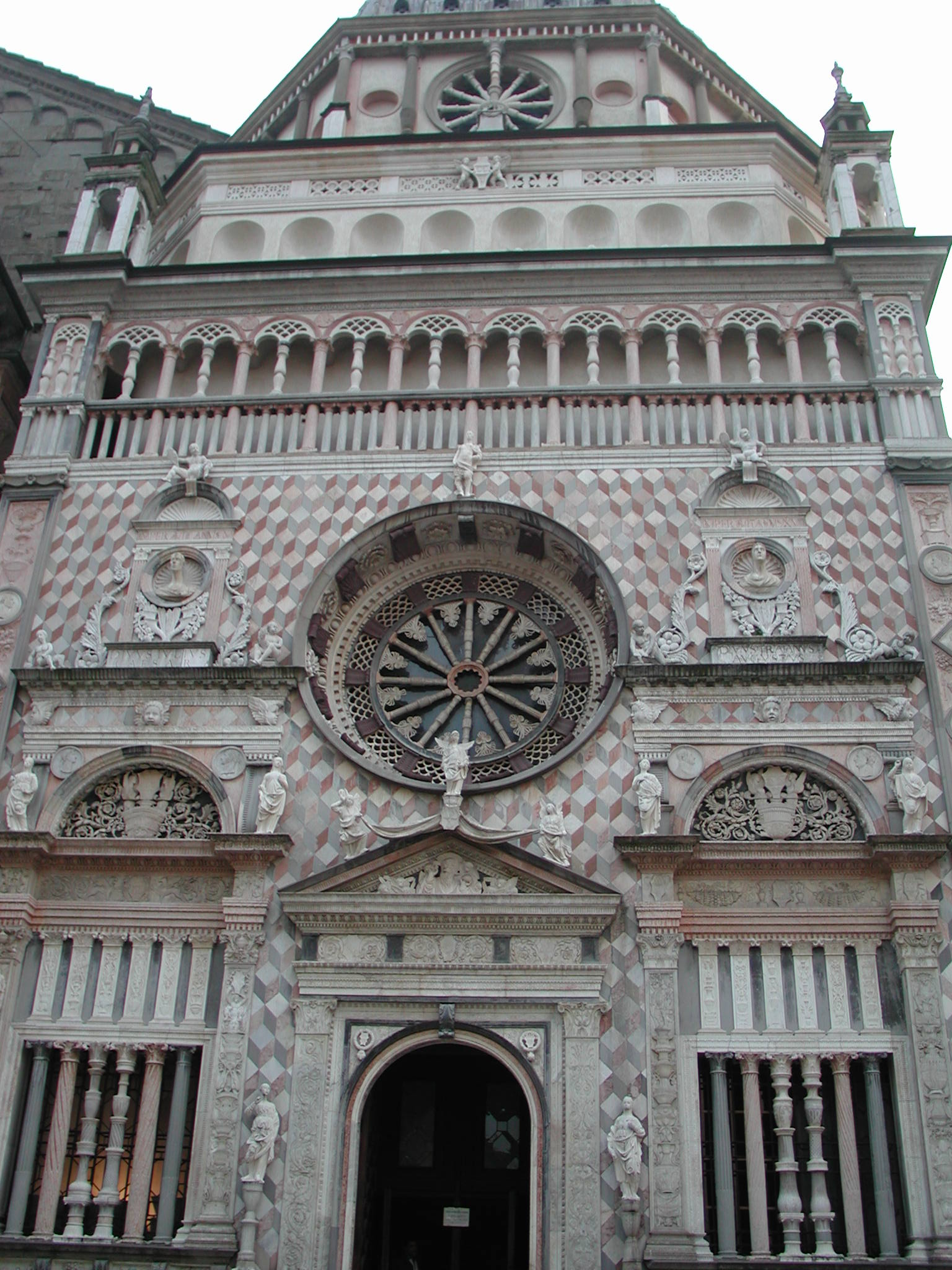
A Capela Colleoni em Bérgamo.

Entre os primeiros testemunhos da sua habilidade escultórica está a Madonna del Certosino em terracota policromada, esculpida para a Certosa e hoje no Castello Sforzesco de Milão, enquanto a primeira obra assinada é a Madonna com o Menino e os Anjos hoje no museu da Venerável Arquiconfraria da Misericórdia de Florença. A obra-prima da sua juventude é considerada o portal criado para o claustro encimado pela luneta com a Madona e o Menino Entronizados entre Anjos e Cartuxos, também assinada.
Apesar da sua tenra idade, em 1470 obteve a prestigiada encomenda do famoso líder Bartolomeo Colleoni, para a conclusão da sua capela funerária, a Capela Colleoni em Bérgamo, que tinha sido iniciada por Guiniforte e Francesco Solari. De 1470 a 1475, Amadeo foi o responsável pela construção da fachada, com decorações policromadas e várias esculturas de estilo antigo, alguns medalhões, pequenas colunas, bustos, altos-relevos de "histórias do Antigo Testamento" e "Trabalhos de Hércules" que aludem ao tema humanístico da virtus do líder. Influenciado pelo Filarete florentino, presente no ducado milanês naqueles anos, combina motivos derivados dos arcos triunfais romanos com inconsistências em relação aos cânones clássicos, mostrando uma reelaboração pessoal de modelos antigos. Os bustos de Júlio César e Trajano colocados por cima das janelas remetem também para a Roma antiga, cujas figuras na Idade Média simbolizavam, respectivamente, a Força e a Justiça. Muitos acreditam que as estátuas com figuras femininas vestidas em estilo antigo representando "Virtudes" são autografadas, mas com o tempo elas perderam os atributos que permitiam sua identificação, assim como a estátua de um Homem de Armas que encima a rosácea central, um provável retrato do próprio Colleoni como "Domitor Fortunae", pois ele é representado de pé acima da rosácea, que na iconografia medieval é frequentemente um símbolo da "Roda da Fortuna". Neles, os críticos observam influências de Donatello e Agostino di Duccio.
O túmulo do líder, composto por dois sarcófagos sobrepostos dominados pela estátua de madeira do líder, foi criado em colaboração com outros artistas. Amadeo executou os altos-relevos do sarcófago inferior, com cenas da Paixão, Morte e Ressurreição de Cristo, provavelmente em colaboração com Lazzaro Palazzi, e do sarcófago superior menor, com os episódios relativos ao nascimento de Jesus, bem como sete estátuas das Virtudes e dos três líderes em meditação, elementos inéditos em esculturas funerárias.
Amadeo também desenhou o monumento a Medea Colleoni, a filha de quinze anos do líder que morreu em 1470, para a igreja de Santa Maria della Basella em Urgnano, que foi movido no século XIX para perto do mausoléu do seu pai. O sarcófago, assinado "JOVANES ANTONIUS DE AMADEIS FECIT HOC OPUS", é encimado pela figura reclinada do defunto. Acima, a epígrafe em maiúsculas clássicas identifica o defunto. A moldura arquitectónica com pilastras decoradas com candelabros recorda os túmulos erguidos em meados do século XV por Bernardo Rossellino e Desiderio da Settignano em Florença.

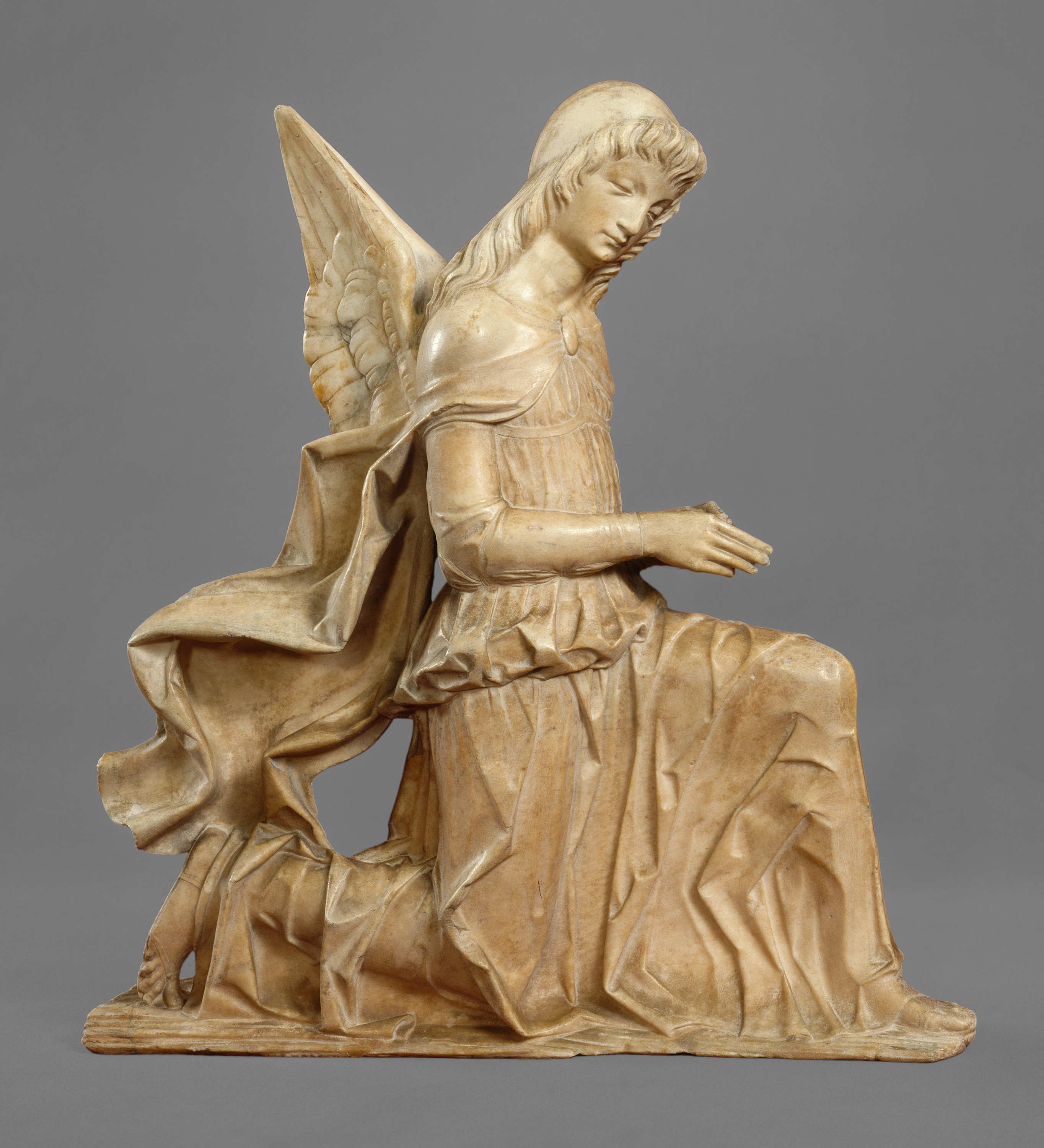
Anjo ajoelhado, c. 1447–1552, Galeria Nacional de Arte

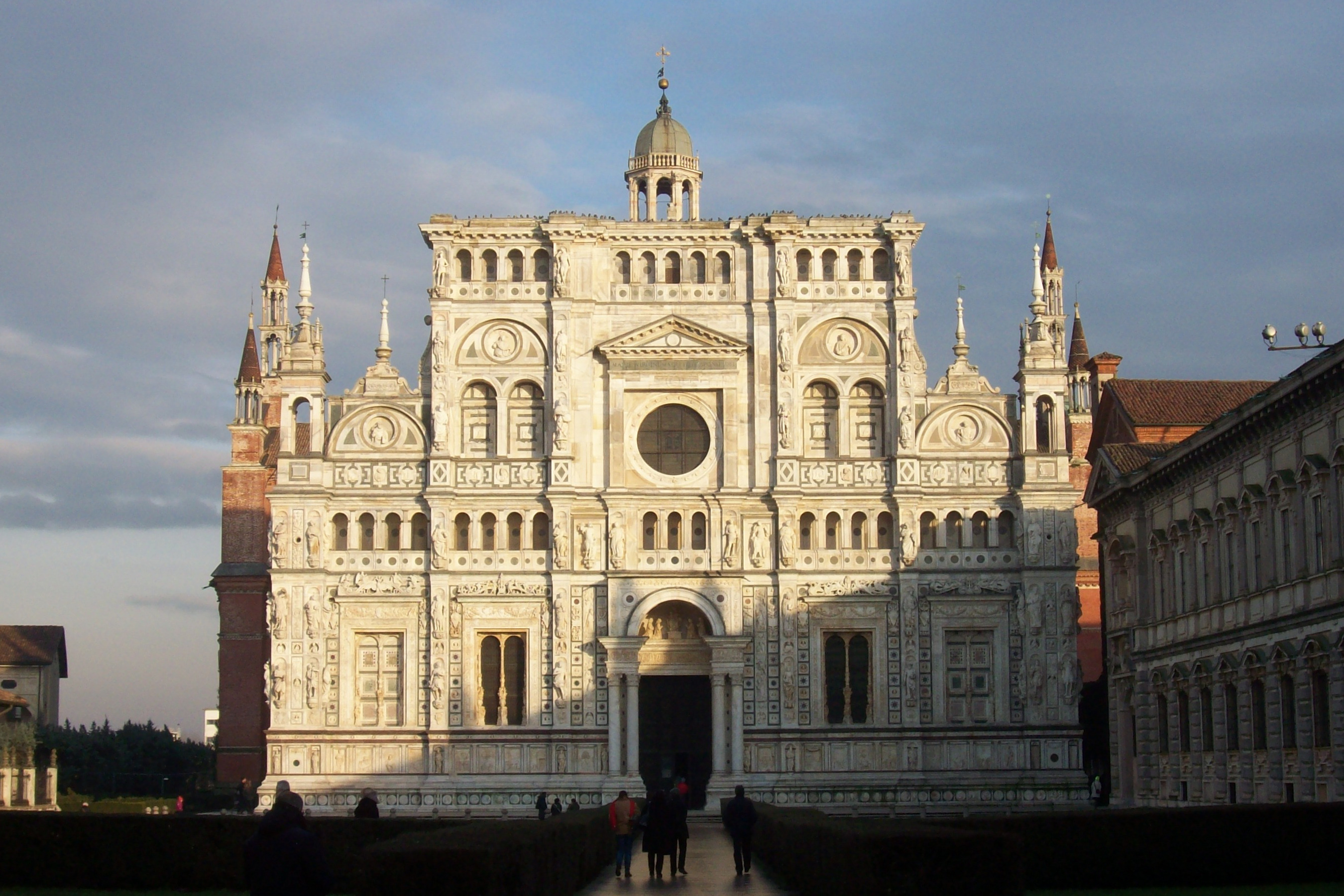
Certosa di Pavia.